# We Bare Bears - Siamo solo orsi
We Bare Bears - Siamo solo orsi (We Bare Bears) è una serie animata statunitense del 2015, creata da Daniel Chong e prodotta da Cartoon Network Studios.
La serie segue le avventure di tre orsi, Grizzly, Panda e Orso Bianco, e dei loro goffi tentativi di integrarsi con il mondo umano nella Baia di San Francisco.
Basata sul The Three Bare Bears di Chong, l'episodio pilota è stato presentato in anteprima mondiale al KLIK Amsterdam Animation Festival, dove ha vinto nella categoria "Young Amsterdam Audience".
La serie è stata trasmessa per la prima volta negli Stati Uniti su Cartoon Network dal 27 luglio 2015 al 27 maggio 2019, per un totale di 140 episodi ripartiti su quattro stagioni. In Italia la serie è stata trasmessa su Cartoon Network dall'8 dicembre 2015 al 24 novembre 2019.
Nel maggio 2019 è stato annunciato uno spin-off intitolato We Baby Bears - Siamo solo baby orsi, con protagonisti i tre orsi della serie originale da piccoli, e che ha debuttato negli Stati Uniti, il 1º gennaio 2022 su Cartoon Network. Il 30 giugno 2020 è stato pubblicato un lungometraggio intitolato Siamo solo orsi - Il film, servendo da conclusione alla narrativa della serie.

## Trama
La serie segue le vicende di Grizzly, Panda e Orso Bianco, tre orsi che vivono assieme a San Francisco a contatto con il mondo umano. Si trovano sempre in situazioni paradossali che spaziano dalla vita quotidiana alla fantascienza. Nella serie c'è anche intenzione di parodiare il mondo moderno.

## Episodi
| Stagione         | Episodi | Prima TV USA | Prima TV Italia |
| ---------------- | ------- | ------------ | --------------- |
| Prima stagione   | 26      | 2015-2016    | 2015-2016       |
| Seconda stagione | 26      | 2016-2017    | 2016-2017       |
| Terza stagione   | 44      | 2017-2018    | 2017-2018       |
| Quarta stagione  | 44      | 2018-2019    | 2018-2019       |
| Corti            | 15      | 2015-2017    | 2016-2019       |

## Personaggi e doppiatori

### Personaggi principali
- Grizzly (stagioni 1-4), voce originale di Eric Edelstein e Sam Lavagnino (da piccolo), italiana di Ivan Andreani e Maura Cenciarelli (da piccolo). È un orso grizzly, il più grande dei tre fratelli. Lui è un amante del divertimento, paradossalmente ed altamente socievole, sensibile e di buon cuore ma socialmente inetto, esuberante e talvolta anche testardo. Nonostante questo, vuole incontrare nuove persone e cercare di fare amicizia con tutti quelli che incontra.
- Panda (stagioni 1-4), voce originale di Bobby Moynihan, Duncan Joiner (da piccolo) e Max Mitchell (da piccolo), italiana di Massimo Corizza e Monica Bertolotti (da piccolo). È un panda gigante, ha il cuore tenero, è molto timido, gentile, calmo e piagnucolone e si imbarazza facilmente. È anche esperto di tecnologia, e utilizza questa abilità su internet. Panda ha meno fiducia in se stesso a differenza dei suoi fratelli ma dimostra spesso di tenerci molto a loro (soprattutto Grizzly). È vegetariano, ha una grave allergia alle noccioline, al burro di arachidi e ai gatti e porta le lenti a contatto.
- Orso Bianco (in originale Ice Bear), voce originale di Demetri Martin e Max Mitchell (da piccolo), italiana di Carlo Scipioni. È un orso polare che parla poche volte. Lui è molto abile come cuoco, ballerino di salsa, e karateka. Parla in terza persona e soprattutto dice il suo nome prima di dire qualsiasi cosa, è anche poliglotta (sa parlare coreano, russo e francese). Lui è di gran lunga il più composto dei tre fratelli, mantenendo sempre un "atteggiamento rilassato" anche nella più scomoda e imbarazzante delle situazioni.

### Personaggi ricorrenti
- Chloe Park (stagioni 1-4), voce originale di Charlyne Yi, italiana di Francesca Rinaldi. È una bambina di 10 anni di origini coreane. È già iscritta al college nonostante l'età ed è apparsa per la prima volta dopo aver fatto irruzione nella grotta dei protagonisti per studiarli per una presentazione del college, e lungo la strada sono diventati amici.
- Nom Nom (stagioni 1-4), voce originale di Patton Oswalt, italiana di Teo Bellia. È un koala divenuto una famosa star di Internet. È divenuto una celebrità grazie a dei video virali che mostravano la sua apparente tenerezza, ma in realtà è un tipo molto arrogante e scorbutico.
- Charlie (stagioni 1-4), voce originale di Jason Lee, italiana di Enrico Chirico. È un bigfoot che vaga da solo nei boschi di San Francisco. A causa della sua vita in solitudine, egli è socialmente inetto e non sa come essere un buon amico. Ciò causa spesso, anche se involontariamente, problemi di ogni genere ogni volta che sta con qualcuno. Egli è anche costantemente molestato dai media che cercano di ottenere foto di lui. Incontrerà tabes con la quale farà amicizia. Doppiato da Enrico Chirico (italiano).
- Ranger Dana Tabes (stagioni 2-4), voce originale di Cameron Esposito, italiana di Cinzia Villari. È una agente di polizia forestale: è amica degli orsi e li aiuta nelle difficoltà di ogni giorno oltre che essere il capo dell'associazione di scout cittadina.
- Lucy (stagioni 1-4), voce originale di Ellie Kemper, italiana di Antonella Baldini e Monica Vulcano. È una ragazza che ha salvato Panda da un'allergia. Lo invita fuori a cena, e si prenderà una cotta per lei.

### Personaggi secondari
- Griff (stagioni 2-4), voce originale di Faruq Tauheed, italiana di Fabio Gervasi.
- Estellar (stagioni 3-4), voce originale di Estelle, italiana di Perla Liberatori.
- Maestro Cheddar (stagione 4), voce originale di Dante Basco, italiana di Alberto Franco.
- Darla (stagione 4), voce originale di Vivienne Rutherford, italiana di Enrica Fieno.
- Ashley (stagione 4), voce originale di Avery Moss, italiana di Enrica Fieno.

## Sigla
La sigla iniziale, We'll Be There, è cantata in originale da Estelle. In italiano invece è cantata da Nicola Gargaglia. Gargaglia aveva in precedenza cantato la sigla iniziale nella serie Phineas e Ferb e ha anche interpretato le parti cantate di Dirk Brock nella serie A scuola con l'imperatore.

## Film
Il 21 maggio 2020 viene annunciato un film basato sulla serie, Siamo solo orsi - Il film (We Bare Bears: The Movie) distribuito negli Stati Uniti in digitale dal 30 giugno 2020, e successivamente trasmesso su Cartoon Network il 7 settembre. In Italia è stato trasmesso su Cartoon Network il 27 novembre 2020.

## Spin-off
Il 30 maggio 2019 è stata annunciata una serie spin-off e prequel, intitolata We Baby Bears - Siamo solo baby orsi e basata sui tre protagonisti da cuccioli. La serie, realizzata in uno stile anime, è andata in onda su Cartoon Network (USA) dal 1º gennaio 2022 come maratona dall'episodio 1 al 10.

## Accoglienza
We Bare Bears ha ricevuto recensioni generalmente positive dalla critica. Il pilot è stato descritto dall'EYE Film Institute Netherlands come «esilarante e accattivante» e ha vinto nella categoria "Young Amsterdam Audience". Lo spettacolo è stato elogiato da Mashable per aver affrontato «le moderne ansie dei millennial» e per aver rappresentato le minoranze razziali; Mashable ha definito lo spettacolo «una parabola sul fascino e sui pericoli di una società sempre più connessa». Common Sense Media ha descritto lo spettacolo «una storia divertente e commovente» che «a volte prende in giro con delicatezza i segni distintivi della società moderna». Ha detto che «ciò che spicca è come l'unicità dei personaggi li serva bene come gruppo» e lo considerava adatto a partire dagli 8 anni in su. The Straits Times di Singapore ha osservato che We Bare Bears ha fatto appello anche agli adulti e ha affermato che la serie si distingue «perché giustappone un senso dell'umorismo un po' maturo con uno stile visivo che ricorda le illustrazioni disegnate a mano dai bambini e nei libri».
Secondo Chong, i fan hanno risposto positivamente alla diversità etnica delle comunità umane. Il sito di notizie asiatico-americano NextShark ha affermato che lo spettacolo ha guadagnato popolarità tra le comunità asiatico-americane perché «contiene messaggi più profondi di rappresentazione e appartenenza come minoranza, qualcosa con cui la maggior parte dei bambini asiatici-americani ha fin troppo familiarità». Ha notato che lo spettacolo «mostra impenitentemente e contemporaneamente normalizza la cultura asiatica attraverso i loro riferimenti all'amore di Panda per il K-pop e K-dramas, i viaggi regolari degli Orsi al loro negozio di boba preferito e l'impressionante capacità di Orso bianco di parlare correntemente il coreano e cucinare piatti tradizionali coreani».
Un recensore di The AV Club è stato più contrastato, dicendo nel 2015 che lo spettacolo «rimbalza tra lo straordinario e l'accattivante», descrivendo episodi tipici mentre gli orsi «si trovano in una sorta di conflitto bizzarro ma generico... con poca musica di sottofondo, una tavolozza di colori più tenue e un'atmosfera più semplice». Nel complesso, The AV Club ha affermato che «non era assolutamente uno spettacolo da guardare, ma è abbastanza affascinante e spensierato da poterlo godere nel suo breve tempo di esecuzione».
Den of Geek ha notato che lo spettacolo abbracciava la narrazione a episodi, contrariamente alle tendenze degli anni '90 e 2000 nella televisione per bambini, e sentiva che «usa la narrazione a episodi a suo pieno vantaggio e crea avventure che si adattano perfettamente al formato». Ha notato che lo spettacolo aveva alcuni elementi leggeri di serializzazione, inclusa la crescita del personaggio. Screen Rant ha affermato che lo spettacolo era noto per i suoi riferimenti alla cultura pop degli anni '90, come la rappresentazione di Charles Barkley che appare magicamente da una carta collezionabile.